# Lijst van voetbalinterlands Colombia - Polen
Deze lijst van voetbalinterlands is een overzicht van alle officiële voetbalwedstrijden tussen de nationale teams van Colombia en Polen. De landen speelden tot op heden zes keer tegen elkaar. De eerste ontmoeting, een vriendschappelijke wedstrijd, werd gespeeld in Bogota. Het laatste duel, een groepswedstrijd tijdens het Wereldkampioenschap voetbal 2018, vond plaats op 24 juni 2018 in Kazan (Rusland).

## Wedstrijden
| № | Plaats  | Datum            | Competitie        | Wedstrijd        | Uitslag |
| - | ------- | ---------------- | ----------------- | ---------------- | ------- |
| 1 | Bogota  | 9 juli 1980      | Vriendschappelijk | Colombia – Polen | 1 – 4   |
| 2 | Bogota  | 10 februari 1985 | Vriendschappelijk | Colombia – Polen | 1 – 2   |
| 3 | Cali    | 14 februari 1985 | Vriendschappelijk | Colombia – Polen | 1 – 0   |
| 4 | Chicago | 4 mei 1990       | Vriendschappelijk | Colombia – Polen | 2 – 1   |
| 5 | Chorzów | 30 mei 2006      | Vriendschappelijk | Polen – Colombia | 1 – 2   |
| 6 | Kazan   | 24 juni 2018     | WK 2018           | Polen – Colombia | 0 − 3   |

## Samenvatting
| Competitie        | Totaal gespeeld | Winst Colombia | Gelijk | Winst Polen | Doelsaldo Colombia – Polen |
| ----------------- | --------------- | -------------- | ------ | ----------- | -------------------------- |
| WK-eindronde      | 1               | 1              | 0      | 0           | 3 − 0                      |
| Vriendschappelijk | 5               | 3              | 0      | 2           | 7 − 8                      |
| Totaal            | 6               | 4              | 0      | 2           | 10 − 8                     |

Wedstrijden bepaald door strafschoppen worden, in lijn met de FIFA, als een gelijkspel gerekend.

## Details

### Eerste ontmoeting
| Vriendschappelijk (Bogota, Colombia, 9 juli 1980): |              | |
| Colombia | 1 – 4        | Polen |
| Hernán Darío Herrera 86' | goals        | 10' Andrzej Iwan 16' Andrzej Iwan 32' Andrzej Iwan 45' Stanisław Terlecki |
| Carlos Bilardo | bondscoach   | Ryszard Kulesza |
| James Mina Fernando Castro Dulio Miranda Jorge Porras Luis Reyes Rafael Otero 71' Hernán Darío Herrera César Valverde Ángel María Torres Eduardo Vilarete Antonio Ríos 71' | opstellingen | Piotr Mowlik Antoni Szymanowski Marek Dziuba Paweł Janas Hieronim Barczak 46' Piotr Skrobowski 46' Włodzimierz Ciołek Adam Nawałka Grzegorz Lato Andrzej Iwan Stanisław Terlecki |
| Pedro Sarmiento 71' Miguel Ángel Vásquez 71' | wissels      | 46' 55' Kazimierz Kmiecik 46' Henryk Miłoszewicz 55' Janusz Sybis |

### Tweede ontmoeting
| Vriendschappelijk (Bogota, Colombia, 10 februari 1985): |              | |
| Colombia | 1 – 2        | Polen |
| Manuel Córdoba 9' | goals        | 5' Andrzej Pałasz 34' Andrzej Pałasz |
| Gabriel Ochoa | bondscoach   | Antoni Piechniczek |
| Pedro Antonio Zape Luis Norberto Gil Victor Espinoza 46' Luis Rafael Reyes Alonso López Gérman Morales 46' Pedro Sarmiento Hernán Darío Herrera Manuel Córdoba Carlos Valderrama 80' Arnoldo Iguarán | opstellingen | Eugeniusz Cebrat Krzysztof Pawlak Roman Wójcicki 51' Damian Łukasik Marek Ostrowski Andrzej Buncol Waldemar Matysik 69' Ryszard Komornicki 55' Waldemar Prusik Dariusz Dziekanowski 59' Andrzej Pałasz |
| Nolberto Molina 46' Juan Carlos Granados 46' Alfredo Ferrer 80' | wissels      | 51' Dariusz Wdowczyk 55' Jan Urban 59' Jarosław Araszkiewicz 69' Mirosław Okoński |
| | rode kaarten | 85' Jarosław Araszkiewicz |

### Derde ontmoeting
| Vriendschappelijk (Cali, Colombia, 14 februari 1985): |              | |
| Colombia | 1 – 0        | Polen |
| Pedro Sarmiento 28' | goals        | |
| Gabriel Ochoa | bondscoach   | Antoni Piechniczek |
| Pedro Antonio Zape Luis Norberto Gil Norberto Molina Luis Rafael Reyes Alonso López 65' Gérman Morales Pedro Sarmiento Hernán Darío Herrera 65' Miguel Córdoba 81' Eduardo Vilarete Arnoldo Iguarán | opstellingen | Jacek Kazimierzki Krzysztof Pawlak Dariusz Kubicki Roman Wójcicki Marek Ostrowski Waldemar Matysik Andrzej Buncol Ryszard Komornicki 85' Jan Urban 71' Dariusz Dziekanowski Andrzej Palasz |
| Gildardo Gómez 65' Carlos Valderrama 65' William Knight 81' | wissels      | 71' Jaroslaw Araszkiewicz 85' Miroslaw Okoñski |

### Vierde ontmoeting
| Vriendschappelijk (Chicago, Verenigde Staten, 4 mei 1990): |              | |
| Colombia | 2 – 0        | Polen |
| Carlos Estrada 11' Arnoldo Iguarán 18' | goals        | 36' Roman Kosecki |
| Francisco Maturana | bondscoach   | Andrzej Strejlau |
| René Higuita Luis Fernando Herrera Luis Carlos Perea Andrés Escobar Gildardo Gómez Ricardo Pérez Leonel Álvarez Bernardo Redín 65' Freddy Rincón Carlos Estrada Arnoldo Iguarán | opstellingen | Józef Wandzik 46' Robert Warzycha Roman Szewczyk 70' Piotr Czachowski Janusz Góra Leszek Pisz Janusz Nawrocki 84' Zbigniew Kaczmarek 46' Piotr Nowak Roman Kosecki Jacek Ziober |
| Luis Fajardo 65' | wissels      | 46' Dariusz Kubicki 46' Maciej Śliwowski 70' Damian Łukasik 84' Piotr Soczyński                                                                                                 |
| Gabriel Gómez ??' Luis Carlos Perea ??' | gele kaarten | ??' Piotr Czachowski |

### Vijfde ontmoeting
| Vriendschappelijk (Chorzów, Polen, 30 mei 2006): |              | |
| Polen | 1 – 2        | Colombia |
| Ireneusz Jeleń 90' | goals        | 19' Elkin Murillo 63' Luis Enrique Martínez |
| Paweł Janas | bondscoach   | Reinaldo Rueda |
| Artur Boruc 46' Jacek Bąk Marcin Baszczyński 85' Michał Żewłakow Mariusz Jop Kamil Kosowski 46' Radosław Sobolewski 46' Jacek Krzynówek Mirosław Szymkowiak Maciej Żurawski 82' Euzebiusz Smolarek 64' | opstellingen | Luis Enrique Martínez Pablo Pachón Andrés Orozco Álvaro Najéra 71' Javier Arizala 67' Fabián Vargas 77' Fredy Guarín 42' Jaime Castrillón José Moreno 67' Luis Yánez 46' Elkin Murillo |
| Tomasz Kuszczak 46' Grzegorz Rasiak 46' Arkadiusz Radomski 46' Ireneusz Jeleń 64' Paweł Brożek 82' Dariusz Dudka 85'                                                                                   | wissels      | 42' John Viáfara 46' Jairo Patiño 67' Edwin Valencia 67' Tressor Moreno 71' Óscar Passo 77' Juan Vélez                                                                                 |
| Jacek Bąk 49' Arkadiusz Radomski 62' Ireneusz Jeleń 67' | gele kaarten | 22' Jaime Castrillón 49' John Viáfara |
| - Debuut van Álvaro Najéra (Independiente Santa Fe) en José Moreno (América de Cali) voor Colombia. |              | |

Colfútbol · A-internationals · Selecties · Statistieken · Bondscoaches · Colombiaans vrouwenelftal · Olympisch elftal · Colombia U20 · Colombia U17
1938 – 1949 ·
1950 – 1959 ·
1960 – 1969 ·
1970 – 1979 ·
1980 – 1989 ·
1990 – 1999 ·
2000 – 2009 ·
2010 – 2019 ·
2020 – 2029
WK 1962 · 
WK 1990 · 
WK 1994 · 
WK 1998 · 
WK 2014 · 
WK 2018
OS 1968 · 
OS 1972 · 
OS 1980 · 
OS 1992 · 
OS 2016
1938 · 
1939 · 1940 · 1941 · 1942 · 1943 · 1944 · 
1946 · 
1947 · 
1948 · 
1949 · 
1950 · 1951 · 1952 · 1953 · 1954 · 1955 · 1956 · 
1957 · 
1958 · 1959 · 1960 · 
1961 · 
1962 · 
1963 · 
1964 · 
1965 · 
1966 · 
1967 · 
1968 · 
1969 · 
1970 · 
1971 · 
1972 · 
1973 · 
1974 · 
1975 · 
1976 · 
1977 · 
1978 · 
1979 · 
1980 · 
1981 · 
1982 · 
1983 · 
1984 · 
1985 · 
1986 · 
1987 · 
1988 · 
1989 · 
1990 ·
1991 · 
1992 · 
1993 · 
1994 · 
1995 · 
1996 · 
1997 · 
1998 · 
1999 · 
2000 · 
2001 · 
2002 · 
2003 · 
2004 · 
2005 · 
2006 · 
2007 · 
2008 · 
2009 · 
2010 · 
2011 · 
2012 · 
2013 · 
2014 · 
2015 · 
2016 · 
2017 ·
2018 ·
2019 ·
2020 ·
2021
Algerije ·
Argentinië ·
Australië ·
Bahrein ·
België ·
Bolivia · 
Brazilië ·
Canada ·
Chili ·
China · 
Costa Rica ·
Cuba ·
DDR ·
Duitsland ·
Ecuador ·
Egypte ·
El Salvador ·
Engeland ·
Finland ·
Frankrijk ·
Griekenland ·
Guatemala · 
Haïti ·
Honduras ·
Hongarije ·
Hongkong ·
Ierland ·
Irak ·
Israël ·
Ivoorkust ·
Jamaica ·
Japan ·
Joegoslavië ·
Jordanië ·
Kameroen ·
Koeweit · 
Liberia · 
Marokko ·
Mexico ·
Montenegro ·
Nederland ·
Nederlandse Antillen ·
Nicaragua ·
Nieuw-Zeeland · 
Nigeria ·
Noord-Ierland ·
Noorwegen ·
Panama ·
Paraguay ·
Peru ·
Polen ·
Puerto Rico ·
Qatar ·
Roemenië ·
Saoedi-Arabië ·
Schotland ·
Senegal ·
Servië ·
Slovenië ·
Slowakije ·
Sovjet-Unie ·
Spanje ·
Trinidad en Tobago ·
Tsjecho-Slowakije ·
Tunesië · 
Turkije · 
Uruguay ·
Venezuela ·
Verenigde Arabische Emiraten · 
Verenigde Staten ·
Zuid-Afrika ·
Zuid-Korea ·
Zweden ·
Zwitserland
Brazilië (2014) ·
Engeland (2018) ·
Griekenland (2014) ·
Ivoorkust (2014) ·
Japan (2014) ·
Japan (2018) ·
Polen (2018) ·
Senegal (2018) ·
Uruguay (2014)
Poolse voetbalbond · A-internationals · Selecties · Statistieken · Pools vrouwenelftal · Olympisch elftal · Polen U21 · Polen U20 · Polen U19 · Polen U18 · Polen U17 · Polen U16
1921 – 1929 ·
1930 – 1939 ·
1940 – 1949 ·
1950 – 1959 ·
1960 – 1969 ·
1970 – 1979 ·
1980 – 1989 ·
1990 – 1999 ·
2000 – 2009 ·
2010 – 2019 ·
2020 – 2029
EK 2008 · 
EK 2012 · 
EK 2016 · 
EK 2020
WK 1938 ·
WK 1974 ·
WK 1978 ·
WK 1982 ·
WK 1986 ·
WK 2002 ·
WK 2006 ·
WK 2018
OS 1924 ·
OS 1936 ·
OS 1972 ·
OS 1976 ·
OS 1992
1921 · 
1922 · 
1923 · 
1924 · 
1925 · 
1926 · 
1927 · 
1928 · 
1929 · 
1930 · 
1931 · 
1932 · 
1933 · 
1934 · 
1935 · 
1936 · 
1937 · 
1938 · 
1939 · 
1940–1946 · 
1947 · 
1948 · 
1949 · 
1950 · 
1951 · 
1952 · 
1953 · 
1954 · 
1955 · 
1956 · 
1957 · 
1958 · 
1959 · 
1960 · 
1961 · 
1962 · 
1963 · 
1964 · 
1965 · 
1966 · 
1967 · 
1968 · 
1969 · 
1970 · 
1971 · 
1972 · 
1973 · 
1974 · 
1975 · 
1976 · 
1977 · 
1978 · 
1979 · 
1980 · 
1981 · 
1982 · 
1983 · 
1984 · 
1985 · 
1986 · 
1987 · 
1988 · 
1989 · 
1990 · 
1991 · 
1992 · 
1993 · 
1994 · 
1995 · 
1996 · 
1997 · 
1998 · 
1999 · 
2000 · 
2001 · 
2002 · 
2003 · 
2004 · 
2005 · 
2006 · 
2007 · 
2008 · 
2009 · 
2010 · 
2011 · 
2012 · 
2013 · 
2014 ·
2015 ·
2016 ·
2017 ·
2018 ·
2019 ·
2020 ·
2021
Albanië ·
Algerije ·
Andorra ·
Argentinië ·
Armenië ·
Australië ·
Azerbeidzjan ·
België ·
Bolivia ·
Bosnië en Herzegovina ·
Brazilië ·
Bulgarije ·
Canada ·
Chili ·
China ·
Colombia ·
Costa Rica ·
Cyprus ·
DDR ·
Denemarken ·
Duitsland ·
Ecuador ·
Egypte ·
Engeland ·
Estland ·
Faeröer · 
Finland ·
Frankrijk ·
Georgië ·
Gibraltar ·
Griekenland ·
Guatemala ·
Haïti ·
Hongarije ·
Ierland ·
India ·
Irak ·
Iran ·
Israël ·
Italië ·
Ivoorkust ·
IJsland ·
Japan ·
Joegoslavië ·
Kameroen ·
Kazachstan ·
Koeweit ·
Kroatië ·
Letland ·
Libië ·
Liechtenstein ·
Litouwen ·
Luxemburg ·
Marokko ·
Malta ·
Mexico ·
Moldavië ·
Montenegro ·
Nederland ·
Nieuw-Zeeland ·
Nigeria ·
Noord-Ierland ·
Noord-Korea ·
Noord-Macedonië ·
Noorwegen ·
Oekraïne ·
Oostenrijk ·
Peru ·
Portugal ·
Roemenië ·
Rusland ·
San Marino ·
Saoedi-Arabië · 
Schotland ·
Senegal ·
Servië ·
Servië en Montenegro · 
Singapore ·
Slovenië ·
Slowakije ·
Sovjet-Unie ·
Spanje ·
Thailand · 
Tsjechië ·
Tsjecho-Slowakije ·
Tunesië ·
Turkije ·
Uruguay ·
Verenigde Arabische Emiraten ·
Verenigde Staten ·
Wales ·
Wit-Rusland ·
Zuid-Afrika ·
Zuid-Korea ·
Zweden ·
Zwitserland
België (1982) ·
Colombia (2018) ·
Costa Rica (2006) ·
Duitsland (2006) ·
Duitsland (2008) ·
Duitsland (2016) ·
Ecuador (2006) ·
Frankrijk (1982) ·
Frankrijk (2022) ·
Griekenland (2012) ·
Italië (1982, 1) ·
Italië (1982, 2) ·
Japan (2018) ·
Kameroen (1982) ·
Kroatië (2008) ·
Noord-Ierland (2016) ·
Oostenrijk (2008) ·
Peru (1982) ·
Rusland (2012) ·
Senegal (2018) ·
Slowakije (2021) ·
Sovjet-Unie (1982) ·
Spanje (2021) ·
Tsjechië (2012) ·
Zweden (2021)